# Scilla gracillima
Scilla gracillima är en sparrisväxtart som beskrevs av Adolf Engler. Scilla gracillima ingår i släktet blåstjärnesläktet, och familjen sparrisväxter. Inga underarter finns listade i Catalogue of Life.